# Bowes Museum
Pour les articles homonymes, voir Bowes.
Le Bowes Museum est un musée d'art situé à Barnard Castle, dans le comté de Durham. Il est implanté dans un imposant château à la française, dominant la ville, construit et conçu comme musée par l’architecte parisien Jules Pellechet (1829-1903).

## Historique
John Bowes (1811-1885), fils illégitime du 10e comte de Strathmore, hérite, à défaut du titre nobiliaire de son père, d’une partie de la fortune de celui-ci. Clairvoyant éleveur de chevaux de courses, il consolide son aisance financière grâce à ses poulains qui gagnent quatre Derbies.
Quittant l’Angleterre, il s’établit à Paris, où il achète le théâtre des Variétés. Il y rencontre l’actrice lyrique Benoîte Joséphine Coffin-Chevallier (1825-1874), connue sous le nom de Mademoiselle Delorme. Ils se marient en 1852 et John Bowes offre le château de la comtesse du Barry (Louveciennes) à sa nouvelle épouse.
Peintre à ses heures, elle aime, comme son mari, s’entourer d’œuvres d’art. Collectionneurs avisés, ils entreprennent la construction du château (architecte Jules Pellechet) spécifiquement conçu pour accueillir leur collection lors de leur retour en Angleterre.

## Collections
Le Bowes Museum abrite les importantes collections de John et Joséphine Bowes qui ont valu à ce lieu le nom de « Wallace Collection du Nord. » Il compte notamment le Antioco e Stratonice de Giambattista Pittoni, et 78 toiles espagnoles.

### Œuvres d'art conservées

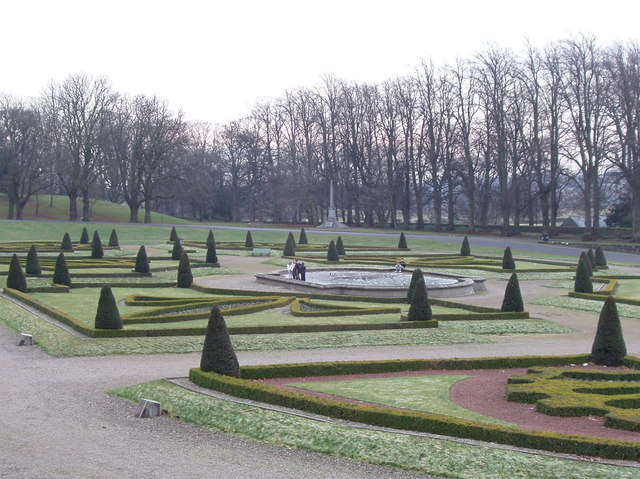
Le parc du Château

- Le Cygne d'argent une pièce d'orfèvrerie en forme de cygne qui est mue par un mécanisme et renferme en plus une boîte à musique. Cet automate est, sans doute, l'objet d'art le plus célèbre du château.
- Le Panneau central du triptyque de La Crucifixion par le Maître de la Virgo inter Virgines, v. 1490
- Un Miracle du Saint Sacrement, par Sassetta
- Le Rapt d'Hélène, de l'Ecole de Fontainebleau
- Les Larmes de Saint Pierre, du Greco
- Antiochus et Stratonice, de Giambattista Pittoni
- Paysage au moulin à eau, de François Boucher
- Une splendide nature morte du peintre français Jacques Linard datée de 1642, fut vraisemblablement achetée par M. et Mme Bowes à Paris. Si les archives du musée conservent quelques pièces relatives aux achats, aucune ne mentionne la provenance de ce tableau.
- Scène de prison, de Goya
- Un portrait d'Alfred de Musset (1838) par Stanislas Darondeau
- Madame de Lamartine Adopting the Children of Patriots Slain at the Barricades in Paris during the Revolution of 1848, par François Claudius Compte-Calix[2],[3]
- Tobias redonnant la vue à son père, d'Antonio de Pereda (1652)

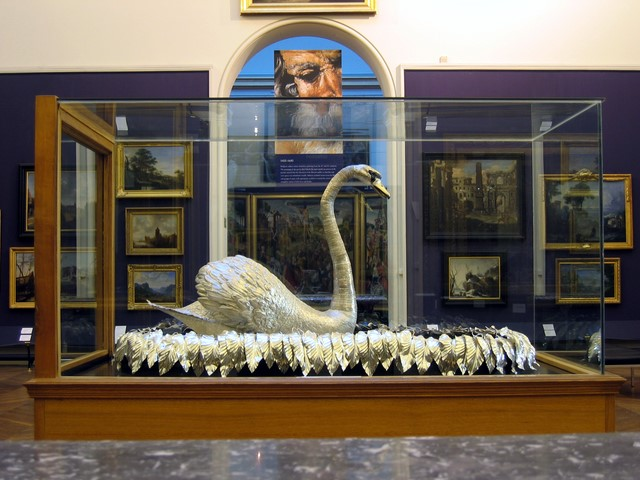
Le Cygne d'argent
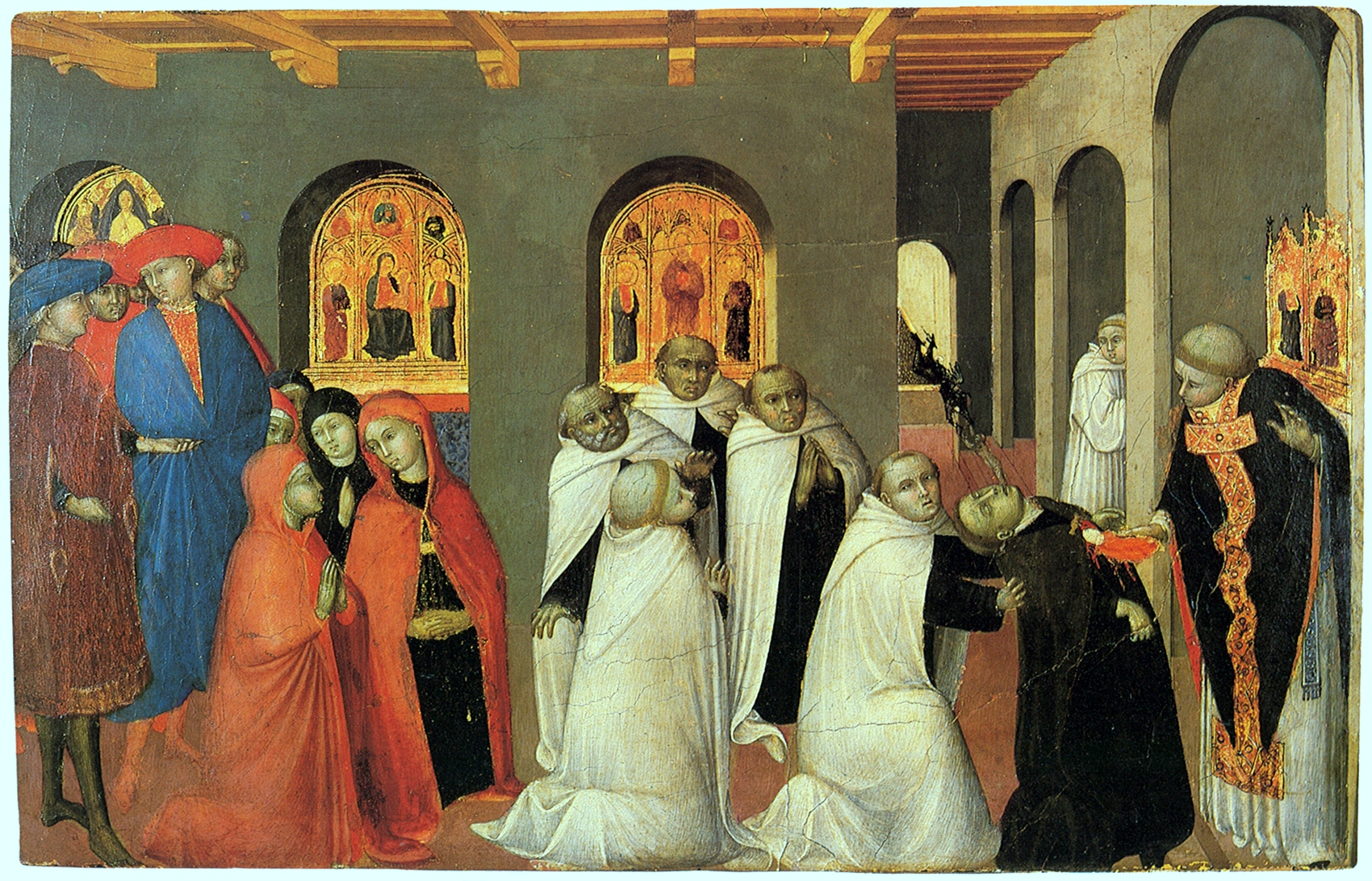
Sassetta: Miracle du Saint Sacrement
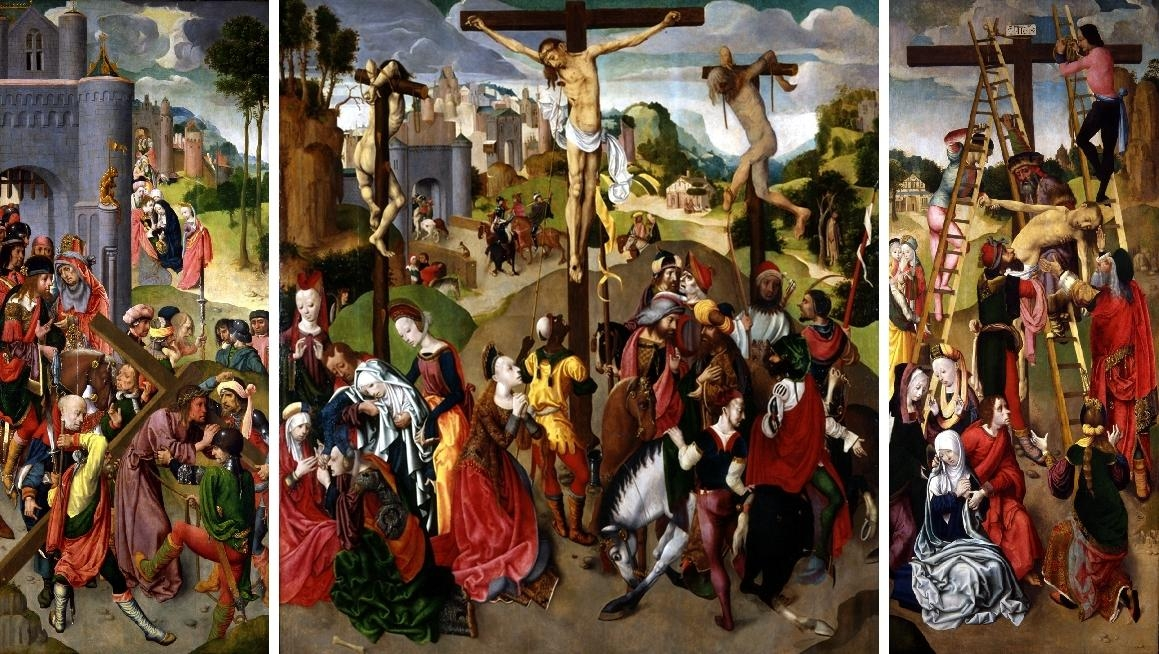
Triptyque du Maître de Virgo inter Virgines
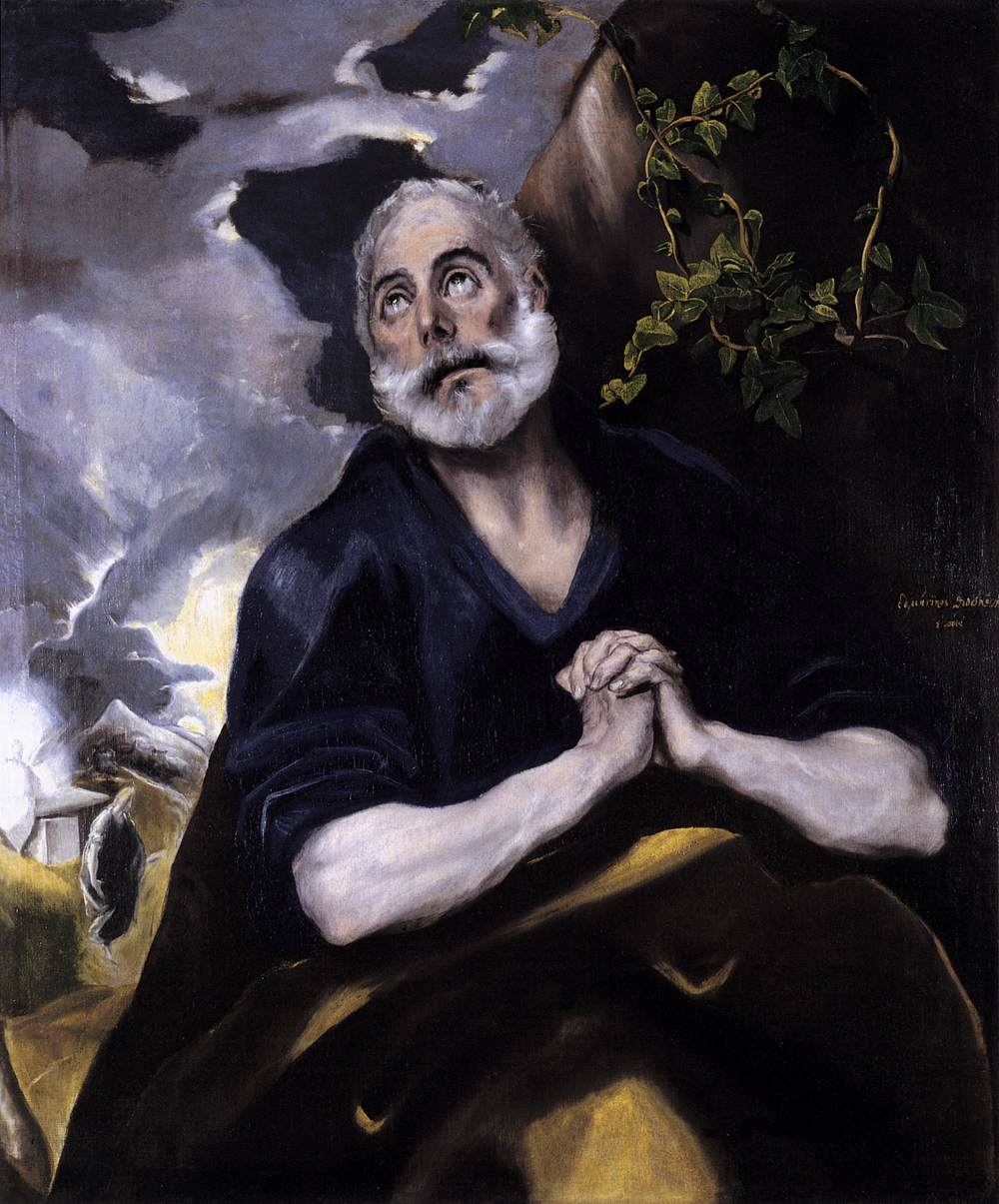
Le Greco : Les larmes de saint Pierre
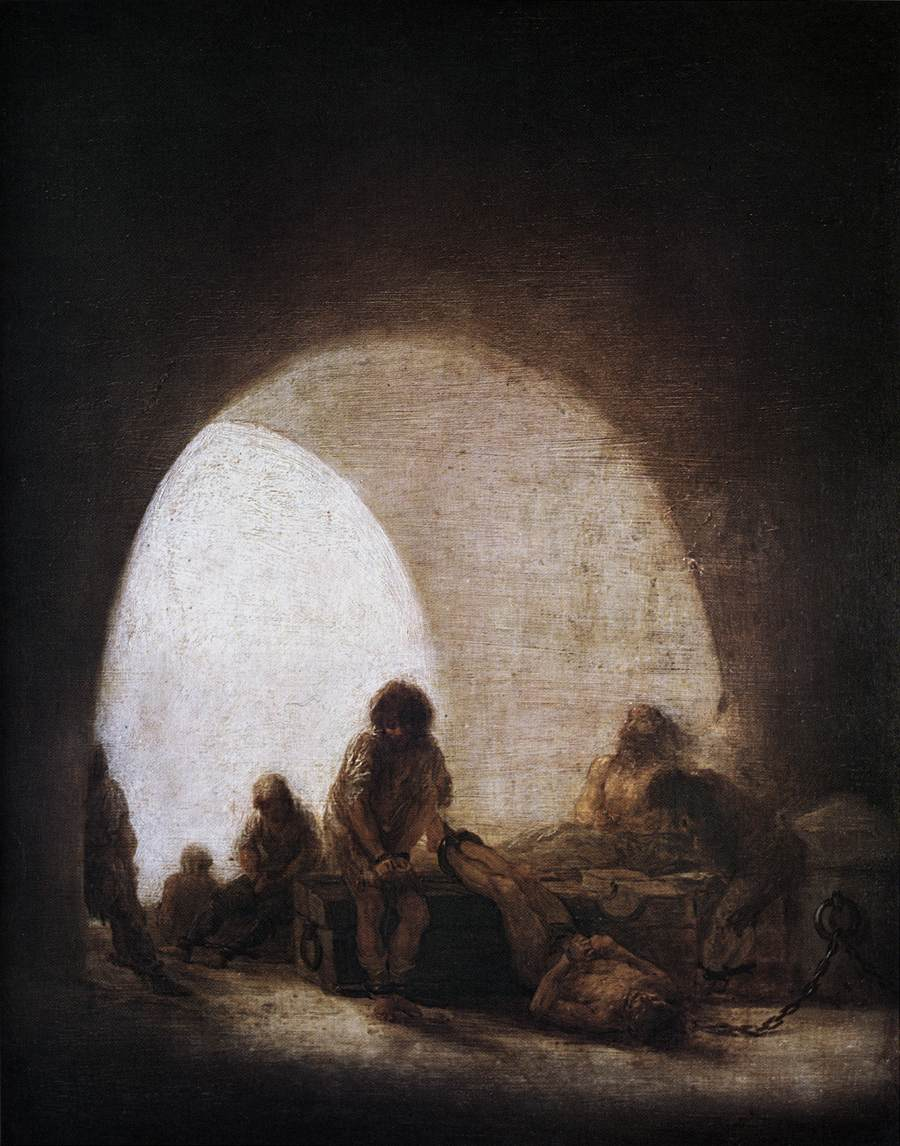
Goya: Scène de prison
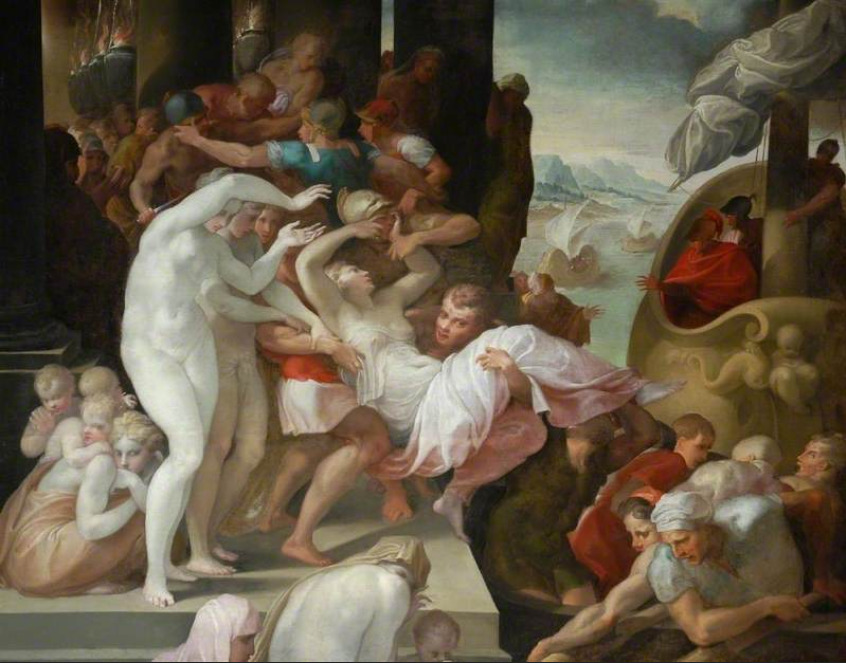
Ecole de Fontainebleau : Le Rapt d'Hélène
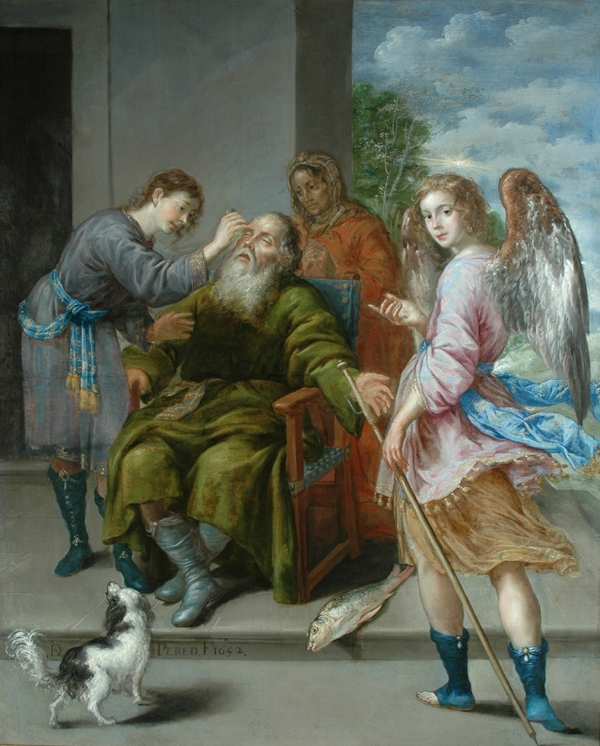
'Tobias redonnant la vue à son père

## Remarques
- L’historien de l’architecture Sir Nikolaus Pevsner jugeait le style de ce château d’une incongruité maladroite, le faisant ressembler à n’importe lequel des hôtels de ville français de province.
- Le 31 août 1866, Joséphine fut anoblie par la République de Saint-Marin, Contessa di Montalbo di San Marino. En fait, il semblerait que ce titre fut acheté par Joseph Bowes pour sa future épouse. Ses armes étaient une montagne enneigée.